# (471165) 2010 HE79
(471165) 2010 HE79 — крупный транснептуновый объект в поясе Койпера. Открыт в мае 2010 года группой астрономов из Варшавского университета, которыми руководит Анджей Удальский, в рамках проекта OGLE-IV, с использованием телескопа в обсерватории Лас-Кампанас (Чили). 2010 HE79 обращается вокруг Солнца примерно за 237 лет, на среднем расстоянии 38,28 а. е. Наклон орбиты к плоскости эклиптики составляет 16,07 градусов. Эксцентриситет орбиты — 0,1903. Вместе с этим объектом, польские астрономы нашли ещё четыре крупных транснептуновых объекта — 2010 EK139, 2010 FX86, 2010 KZ39 и 2010 EL139. Абсолютная магнитуда 2010 HE79 — 5,3.